# デレク・ノリス
デレク・ラッセル・ノリス（Derek Russell Norris, 1989年2月14日 - ）は、アメリカ合衆国カンザス州セジウィック郡ゴダード出身の元プロ野球選手（捕手）。右投右打。

## 経歴

### プロ入り前
ゴダード高等学校時代は高校スポーツを取り扱った雑誌ライズマガジンで2006-2007年シーズンのKansas Baseball Player of the Yearに選ばれる。また、この時のチームメイトにローガン・ワトキンスがいる。
そして、彼はウィチタ州立大学の奨学生としてオファーを受けて進学する書類にサインした。

### プロ入りとナショナルズ傘下時代
2007年のMLBドラフトでワシントン・ナショナルズから4巡目（全体130位）指名を受けたため、大学進学を断念しプロの道へ進む。
入団後は毎年マイナーの階段を登って行き、ベースボール・アメリカのプロスペクトランキングで2010年には38位、2011年には72位でナショナルズの中では2位という高評価を受ける。

### アスレチックス時代
2011年12月にジオ・ゴンザレスとの1対4のトレードで、トム・ミローン、ブラッド・ピーコック、A.J.コールと共にオークランド・アスレチックスへ移籍した。
2012年6月21日のロサンゼルス・ドジャース戦で打撃不振の正捕手カート・スズキに代わってスタメンマスクを被り、メジャーデビューを果たす。スズキがナショナルズに放出されてからはジョージ・コッタラスと併用された。同年は60試合に出場し、打率こそ.201と低かったが、16本の長打を放った。また走塁面でも能力を発揮し、盗塁を5つ決めた。守備面では、5失策を犯して守備率.989・DRSは±0であった。なお、この年は得点圏では.339と非常によく打った。
2013年は正捕手格で使われ、98試合に出場した。打撃面では、打率を.246に上昇させ長打面でも、11打席に1本のペースで長打を放った。また、代打起用にも強く、代打本塁打を3本記録した。守備面では、失策を3つまで減らして守備率が.995まで上昇したが、DRSでは -6に終わるなど、良い面と悪い面が混在した。
2014年は、正捕手を務めた。また、この年自身初めてオールスターに選出されている。同年は打撃面で開花し、127試合で打率.270を記録。本塁打でも、自身初の二桁本塁打（10本ちょうど）を放った。守備ではDRS -3、ア・リーグワースト5位のパスボール8つを犯すなど、成長したとは言い難い内容だった。

### パドレス時代
2014年12月18日にジェシー・ハン、R.J.アルバレスとのトレードで、セス・ストレイクと共にサンディエゴ・パドレスへ移籍した。
2015年4月10日のサンフランシスコ・ジャイアンツ戦では、アンヘル・パガンからガムを投げつけられ一触即発の場面があった。

### レイズ時代
2016年12月2日にペドロ・アビラとのトレードで、ナショナルズへ移籍した。
2017年3月15日に自由契約となった。3月25日にタンパベイ・レイズと契約した。6月24日にウィルソン・ラモスが60日間の故障者リストから復帰したことに伴ってDFAとなった。6月26日に自由契約となった。

### レイズ退団後
2017年12月5日にデトロイト・タイガースとマイナー契約を結んだ。
2018年開幕前にタイガースを自由契約となり、4月14日に独立リーグであるアトランティックリーグのシュガーランド・スキーターズと契約した。

## 詳細情報

### 年度別打撃成績
| 年 度    | 球 団    | 試 合 | 打 席 | 打 数 | 得 点 | 安 打 | 二 塁 打 | 三 塁 打 | 本 塁 打 | 塁 打 | 打 点 | 盗 塁 | 盗 塁 死 | 犠 打 | 犠 飛 | 四 球 | 敬 遠 | 死 球 | 三 振 | 併 殺 打 | 打 率 | 出 塁 率 | 長 打 率 | O P S |
| -------- | -------- | ----- | ----- | ----- | ----- | ----- | -------- | -------- | -------- | ----- | ----- | ----- | -------- | ----- | ----- | ----- | ----- | ----- | ----- | -------- | ----- | -------- | -------- | ----- |
| 2012     | OAK      | 60    | 232   | 209   | 19    | 42    | 8        | 1        | 7        | 73    | 34    | 5     | 1        | 0     | 1     | 21    | 1     | 1     | 66    | 6        | .201  | .276     | .349     | .625  |
| 2013     | OAK      | 98    | 308   | 264   | 41    | 65    | 16       | 0        | 9        | 108   | 30    | 5     | 0        | 1     | 2     | 37    | 1     | 4     | 71    | 5        | .246  | .345     | .409     | .754  |
| 2014     | OAK      | 127   | 442   | 385   | 46    | 104   | 19       | 1        | 10       | 155   | 55    | 2     | 2        | 1     | 1     | 54    | 2     | 1     | 86    | 12       | .270  | .361     | .403     | .763  |
| 2015     | SD       | 147   | 557   | 515   | 65    | 129   | 33       | 2        | 14       | 208   | 62    | 4     | 1        | 0     | 1     | 35    | 1     | 6     | 131   | 5        | .250  | .305     | .404     | .709  |
| 2016     | SD       | 125   | 458   | 415   | 50    | 77    | 17       | 0        | 14       | 136   | 42    | 9     | 2        | 0     | 3     | 36    | 5     | 4     | 139   | 9        | .186  | .255     | .328     | .583  |
| 2017     | TB       | 53    | 198   | 179   | 21    | 36    | 5        | 0        | 9        | 68    | 24    | 1     | 0        | 0     | 4     | 12    | 0     | 3     | 48    | 5        | .201  | .258     | .380     | .637  |
| MLB：6年 | MLB：6年 | 610   | 2195  | 1967  | 242   | 453   | 98       | 4        | 63       | 748   | 247   | 26    | 6        | 2     | 12    | 195   | 10    | 19    | 541   | 42       | .230  | .304     | .380     | .684  |

- 2017年度シーズン終了時

### 記録
- MLBオールスターゲーム選出：1回（2014年）

### 背番号
- 36（2012年 - 2014年）
- 3（2015年 - 2016年）
- 33（2017年）